# Malabaila brachytaenia
Malabaila brachytaenia är en flockblommig växtart som beskrevs av Pierre Edmond Boissier. Malabaila brachytaenia ingår i släktet Malabaila och familjen flockblommiga växter. Inga underarter finns listade i Catalogue of Life.